# Vladímir Voronkov
Vladímir Voronkov   (Tougaïevo, 20 de març de 1944 - Odintsovo, 25 de setembre de 2018) fou un esquiador de fons rus, que va competir sota bandera de la Unió Soviètica durant les dècades de 1960 i 1970.
El 1968 va prendre part en els Jocs Olímpics d'Hivern de Grenoble, on va disputar quatre proves del programa d'esquí de fons. Destaquen la quarta posició en els 4x10 quilòmetres i els 30 quilòmetres, mentre en els 15 quilòmetres i els 50 quilòmetres quedà més enllà de la quinzena posició. Quatre anys més tard, als Jocs de Sapporo, va disputar dues proves del programa d'esquí de fons. Fent equip amb Yuri Skobov, Fyodor Simashev i Viatxeslav Vedenin guanyà la medalla d'or en els 4x10 quilòmetres, mentre en els 15 quilòmetres fou dotzè.
En el seu palmarès també destaca una medalla d'or al Campionat del Món d'esquí nòrdic de 1970, així com cinc campionats nacionals soviètics. Una vegada retirat va exercir d'entrenador d'esquí de fons.